# Trauerzug

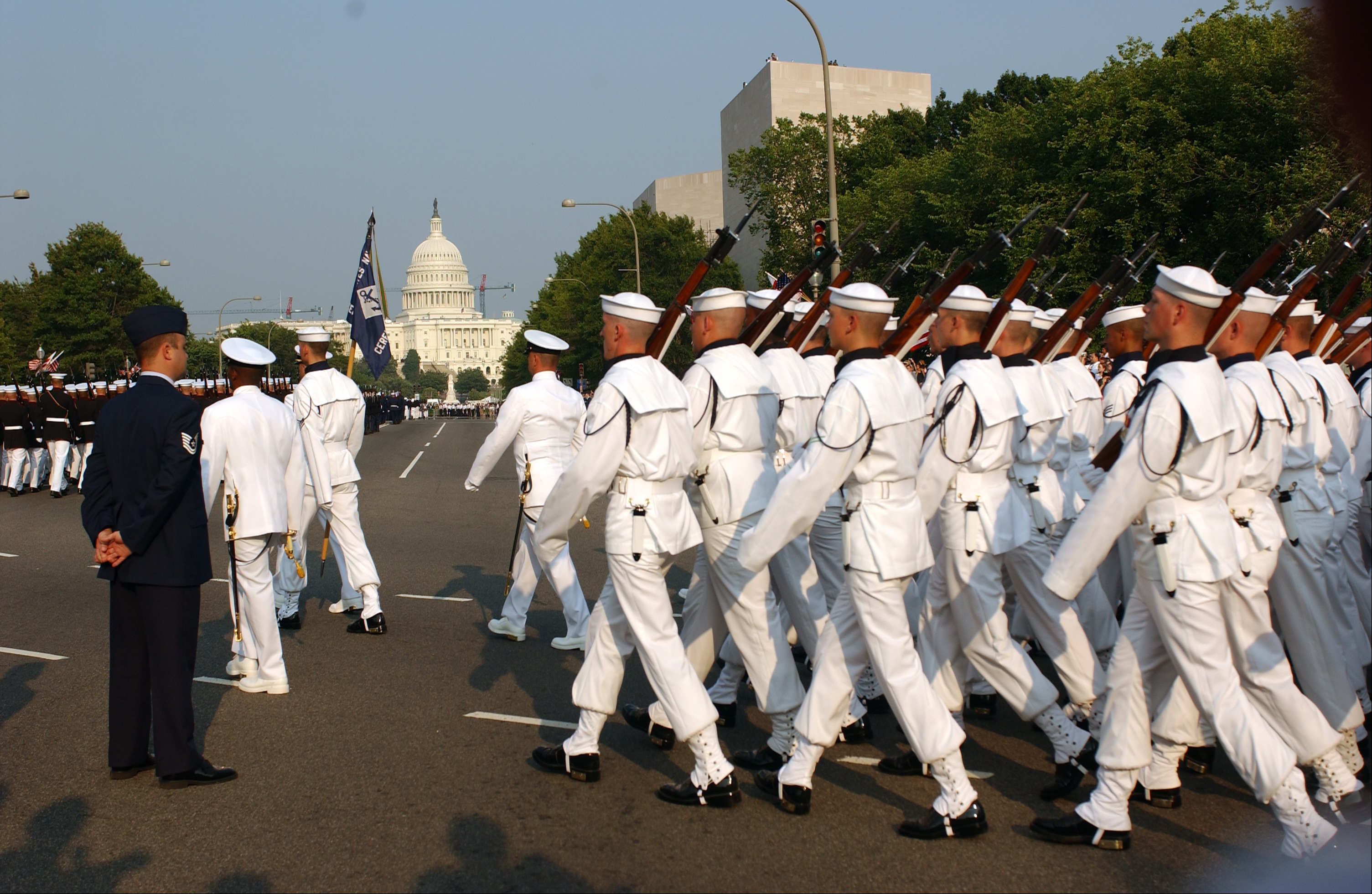
Militärischer Teil des Trauerzugs des ehemaligen US-Präsidenten Ronald Reagan, 9. Juni 2004

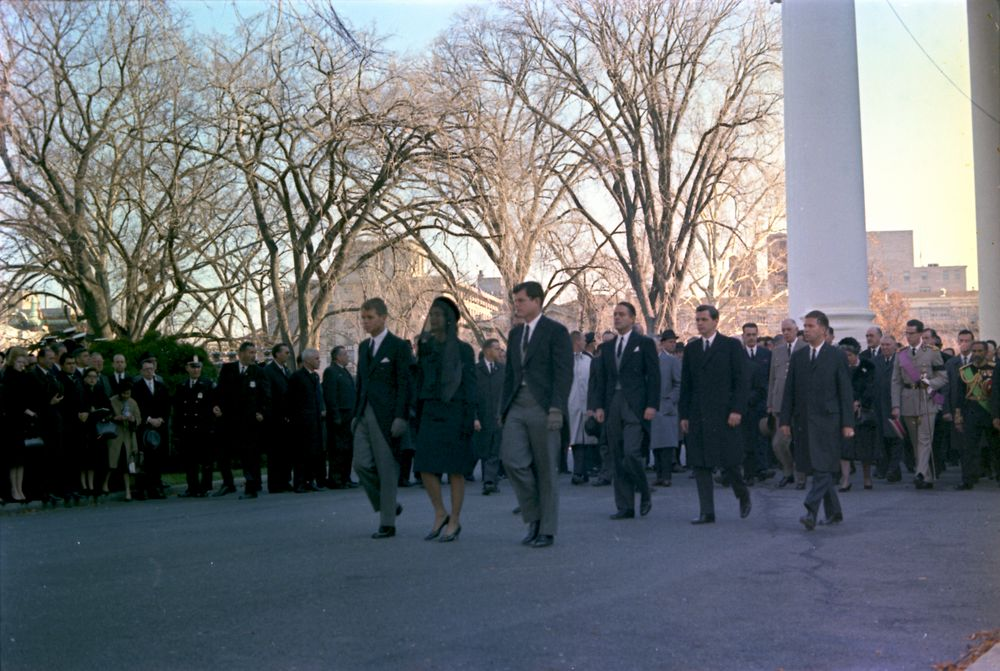
Präsident John F. Kennedys Witwe und Brüder an der Spitze seines Trauerzugs, 25. November 1963

Ein Trauerzug (veraltet auch Leichenzug, selten auch Begräbniszug, vereinzelt auch Sargzug oder Totenzug) ist bei einer Bestattung der Zug der Trauernden, die hinter dem Sarg mit dem Leichnam hergehen, wenn dieser auf seinem letzten Weg zum Friedhof und Grab gefahren oder getragen wird, um ihn dort zu beerdigen; synonym auch als letztes Geleit bezeichnet.
Er kann Teil eines Bestattungsritus sein.

## Geschichte
Die Tradition des Trauerzuges reicht weit zurück, so existierte schon als pompa funebris im Römischen Reich ein festlicher Begräbnisumzug, bei welchem die Freunde und Verwandten Masken und Gewänder prominenter Vorfahren des Verstorbenen trugen. Formen von Trauerzügen waren auch das Leichenbegängnis, das sich unter anderem an Universitäten zu einem eigenen akademischen Leichenbegängnis weiterentwickelte.
Es gibt die unterschiedlichsten Ausprägungen von Trauerzügen. So geht im christlichen Bestattungsritual in einer Prozession üblicherweise ein Konfirmand, Kurrendaner oder Ministrant, der das Vortragekreuz trägt, dem Trauerzug voran. Auch die Jazz-Beerdigung beinhaltet einen Trauerzug in Form einer Prozession. In islamischen Bestattungsriten ist die Teilnahme an Trauerzügen nur Männern erlaubt, Frauen hingegen verboten, auch wird von den Gläubigen gefordert, sich beim Vorbeiziehen eines Trauerzuges zu erheben. In der buddhistischen Bestattungskultur in Vietnam beginnt der Trauerzug im Haus des Toten, wo dieser vorher einige Zeit aufgebahrt worden war. Dies war früher auch bei christlichen Bestattungen in Deutschland üblich, seit dem Wachsen der Städte und der dementsprechend größeren Entfernung zwischen dem Friedhof und der Wohnung des Toten bzw. dem Krankenhaus wurden seit der zweiten Hälfte des 19. Jahrhunderts meist Leichenhallen auf den Friedhöfen üblich, wo der Verstorbene bis zur Beerdigung aufgebahrt wurde. Aus hygienischen Gründen setzte sich dies auch in ländlichen Gebieten nach dem Zweiten Weltkrieg durch. Seither führt der Trauerzug in der Regel nur noch von der Friedhofskapelle bzw. Leichenhalle zum Grab.
Trauermärsche sind musikalisch meist einem Trauerzug nachempfunden: Sie sind oft in Moll gehalten, mit langsamem Tempo und gleichförmigem Rhythmus. Trauerzüge können auch von Klageliedern begleitet werden.

## Kondukt

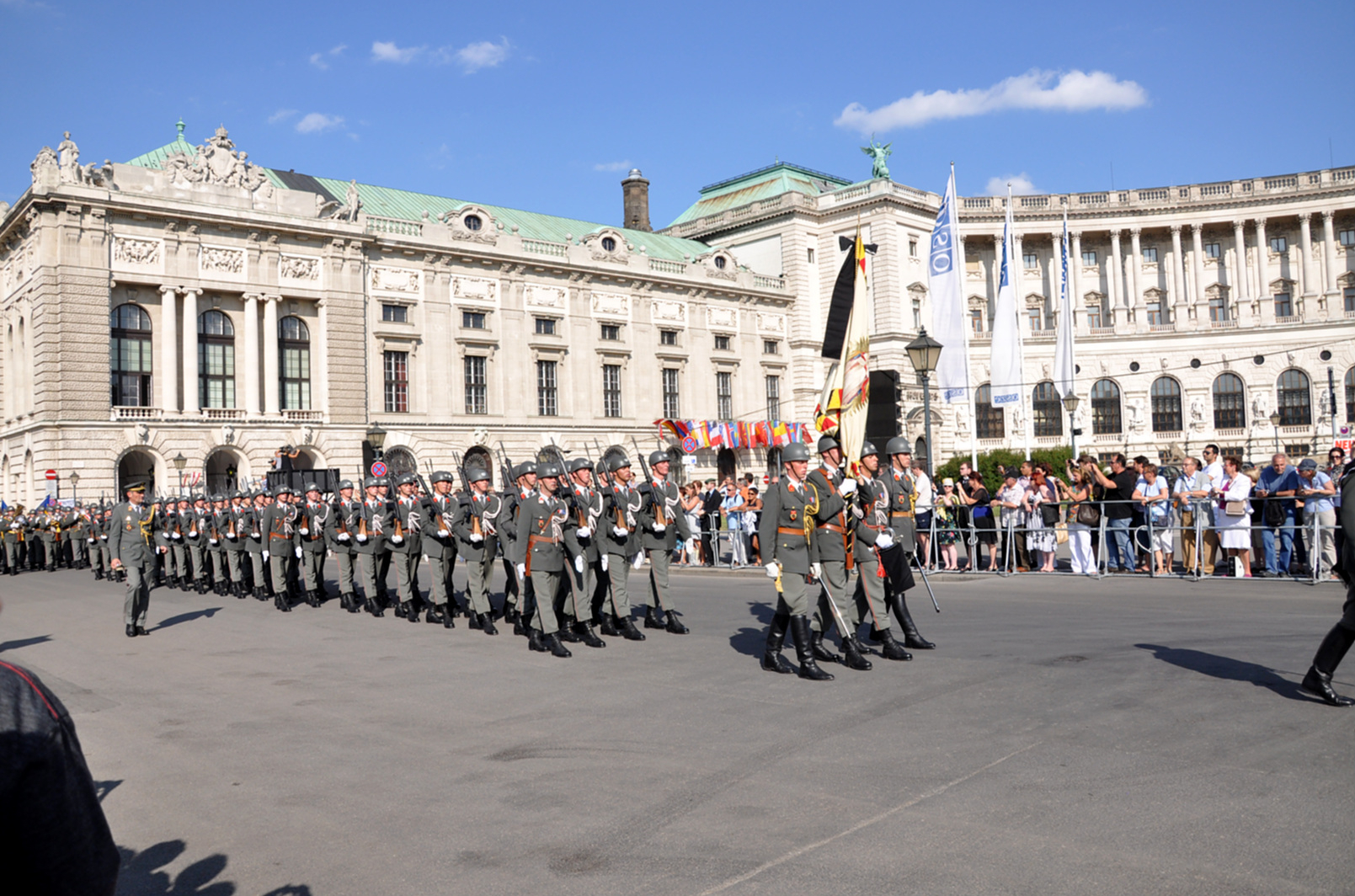
Das Bundesheer beim Kondukt in Wien für Otto Habsburg (2011)

Als Kondukt wird – vor allem im österreichischen Raum – die feierliche Begleitung eines Sarges von der Aufbahrungshalle bis zur Grabstelle in Form eines Trauerzuges bezeichnet. Sprachgeschichtlich lässt sich die Bezeichnung auf das lateinische conductus „Geleit“ bzw. „Schutz“, zu conducere „zusammenführen“, zurückführen.
Der Sarg wird beim Kondukt mit einem Bahrtuch (oder einer Flagge) und den Blumenspenden bedeckt. Der Transport des Sarges kann auf einem einfachen Bahrwagen, einem Elektrokonduktwagen oder auch einer Trauerkutsche erfolgen. Der Trauerzug wird in der Regel von einem Geistlichen angeführt. Dahinter folgt der Sarg mit den Sargträgern (Bedienstete des Bestattungsunternehmens oder Angehörige) und die Trauergemeinde. Die Reihenfolge, in der die Trauergäste dem Sarg folgen, richtet sich nach dem Verwandtschaftsgrad zum Verstorbenen und der gesellschaftlichen Stellung. Bei Staatsbegräbnissen nimmt auch eine Abteilung des Bundesheeres im Konduktschritt am Trauerzug teil.
Gustav Mahler bezeichnete den 1. Satz seiner 5. Sinfonie mit Trauermarsch. In gemessenem Schritt. Streng. Wie ein Kondukt.

## Galerie

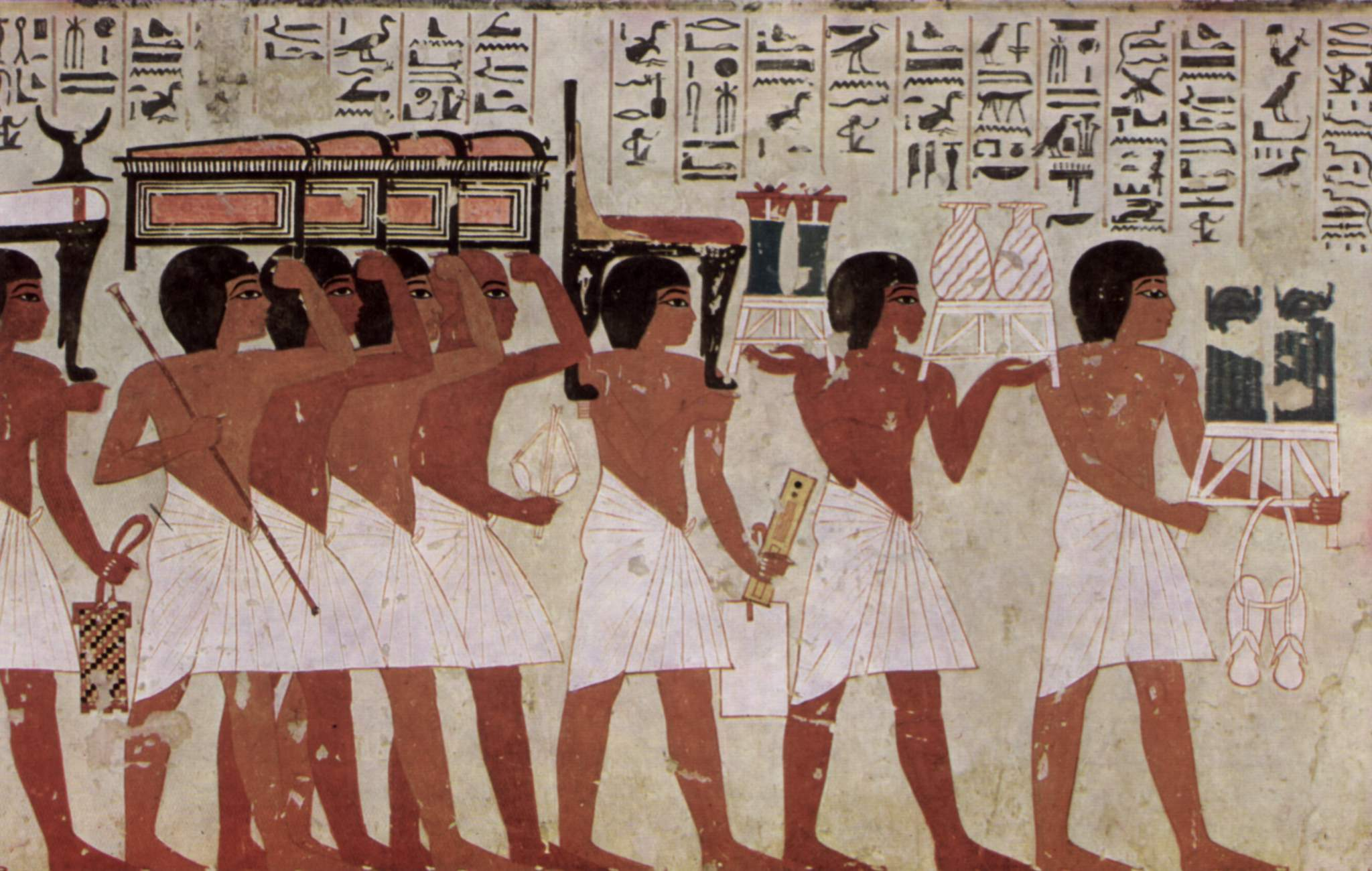
Leichenzug im Alten Ägypten
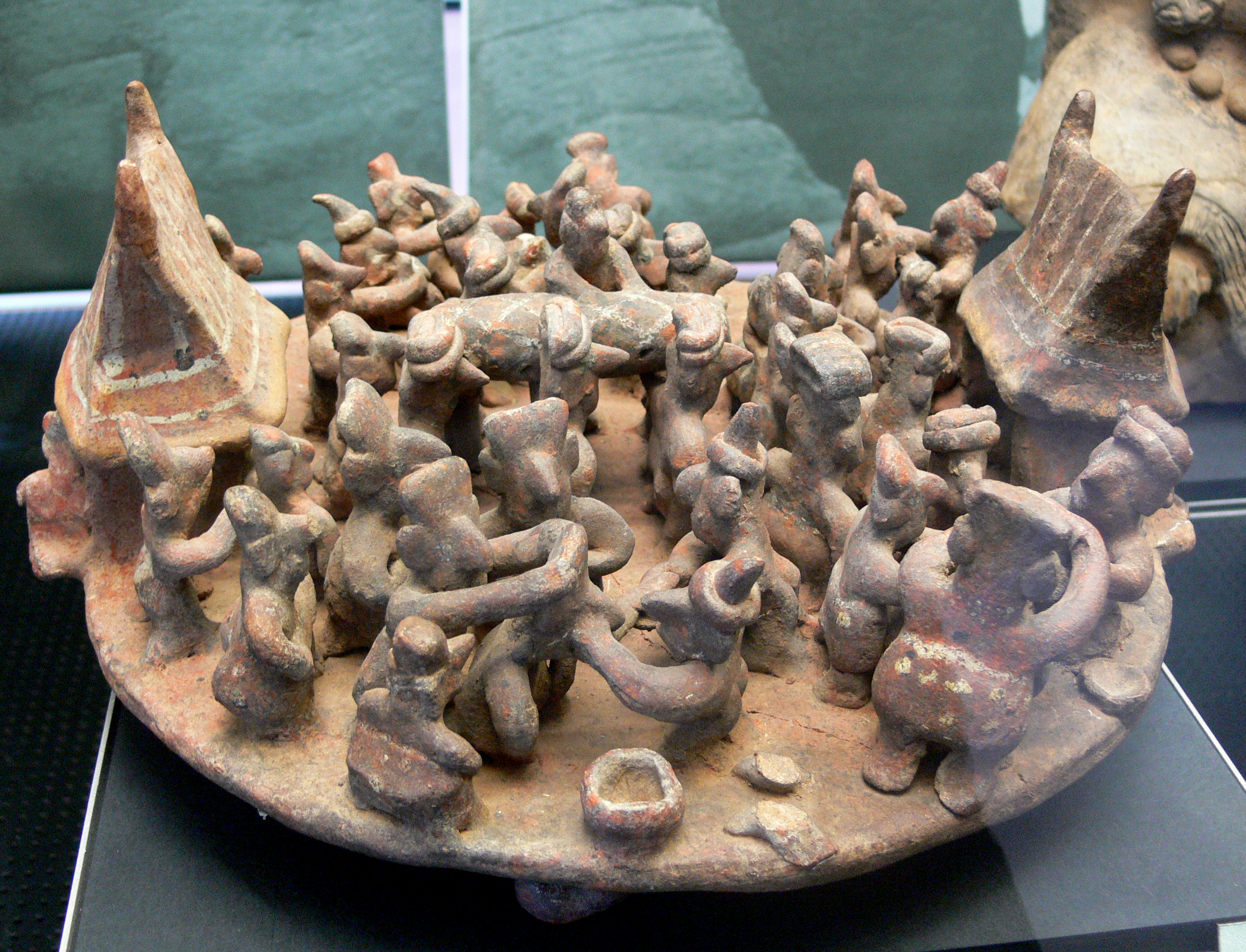
Darstellung eines mexikanischen Leichenzuges
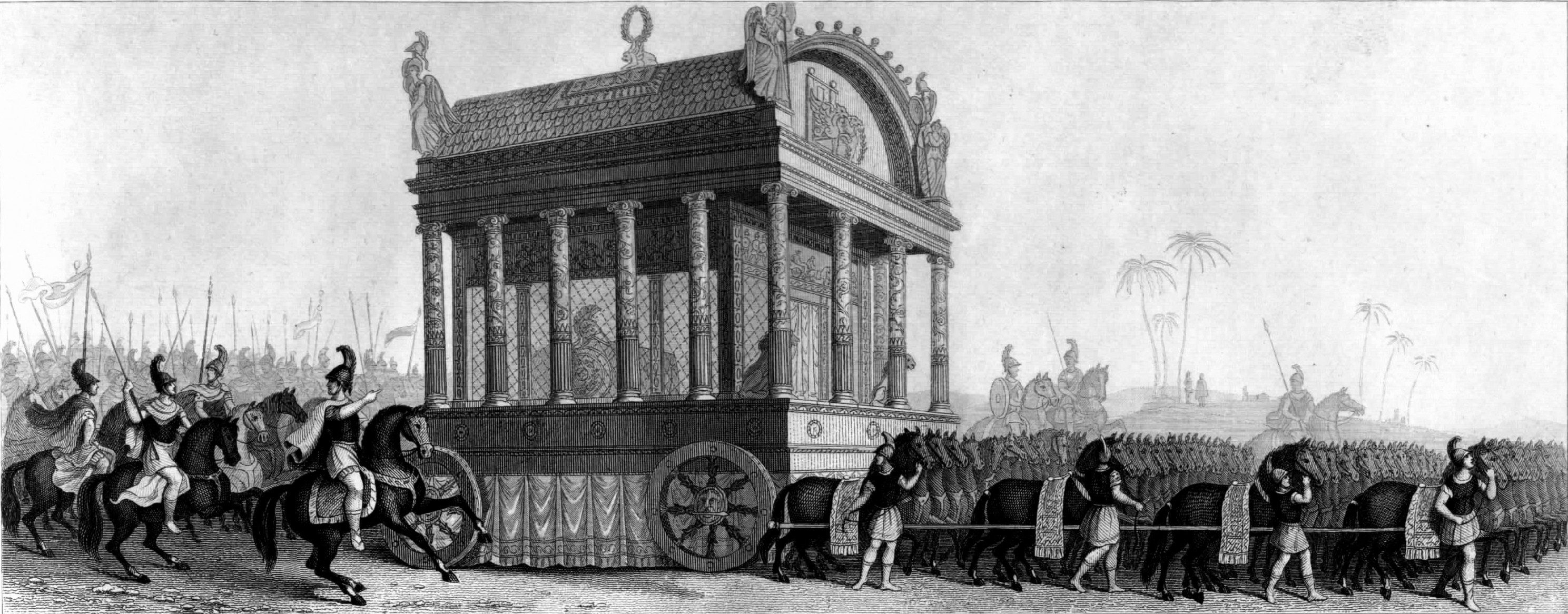
Leichenzug Alexander des Großen
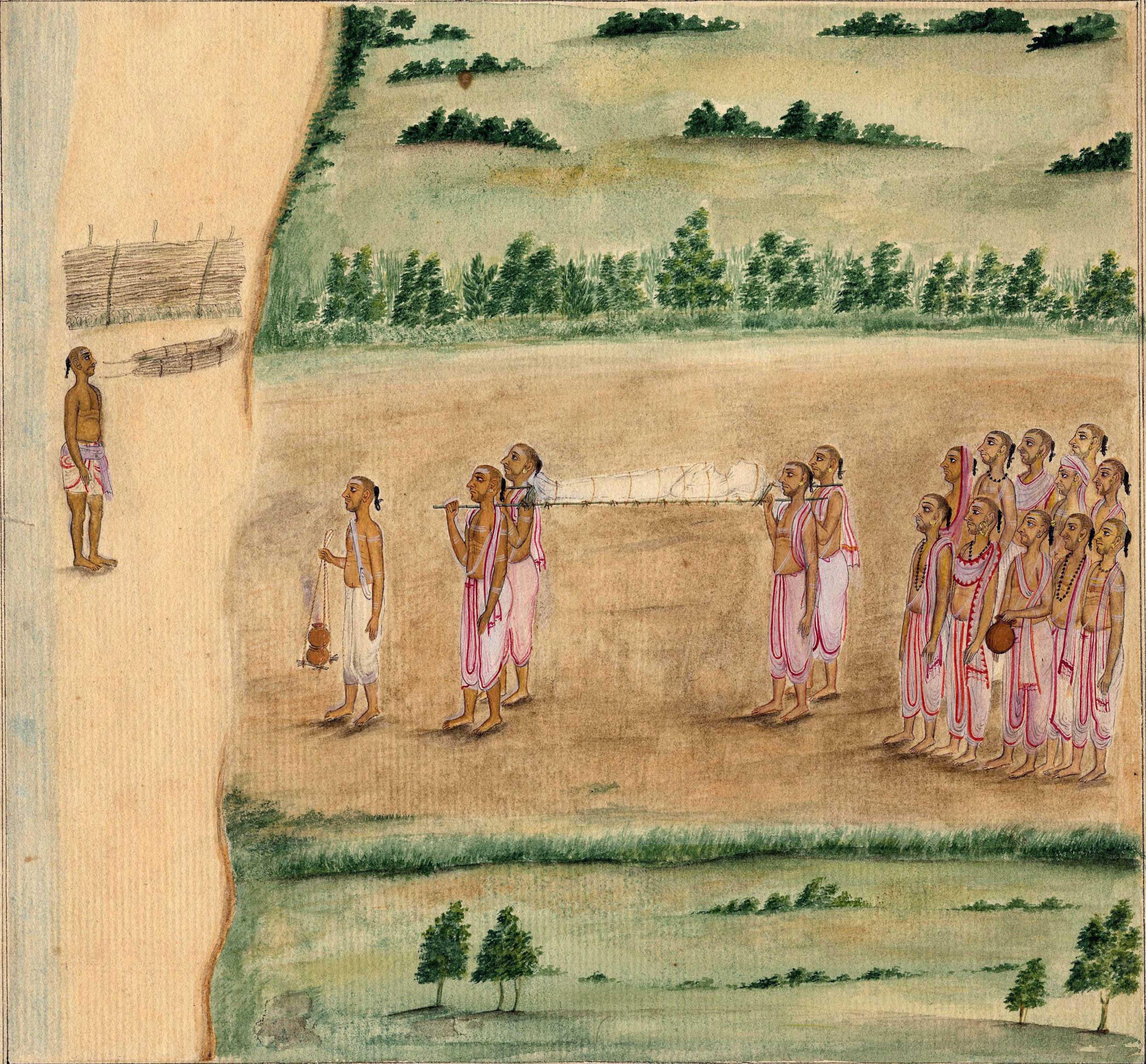
Trauerzug bei einer hinduistischen Bestattung
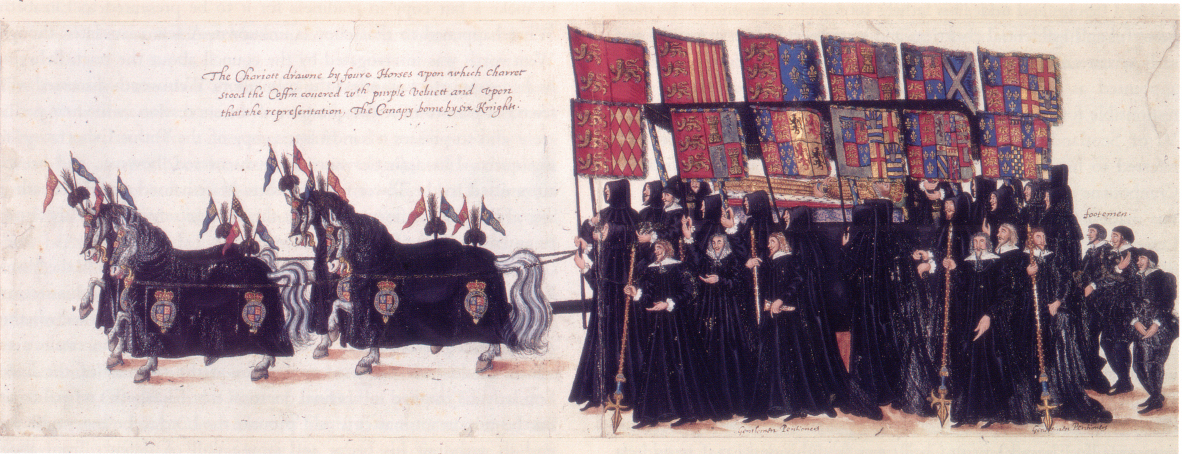
Trauerzug Elisabeths I. von England
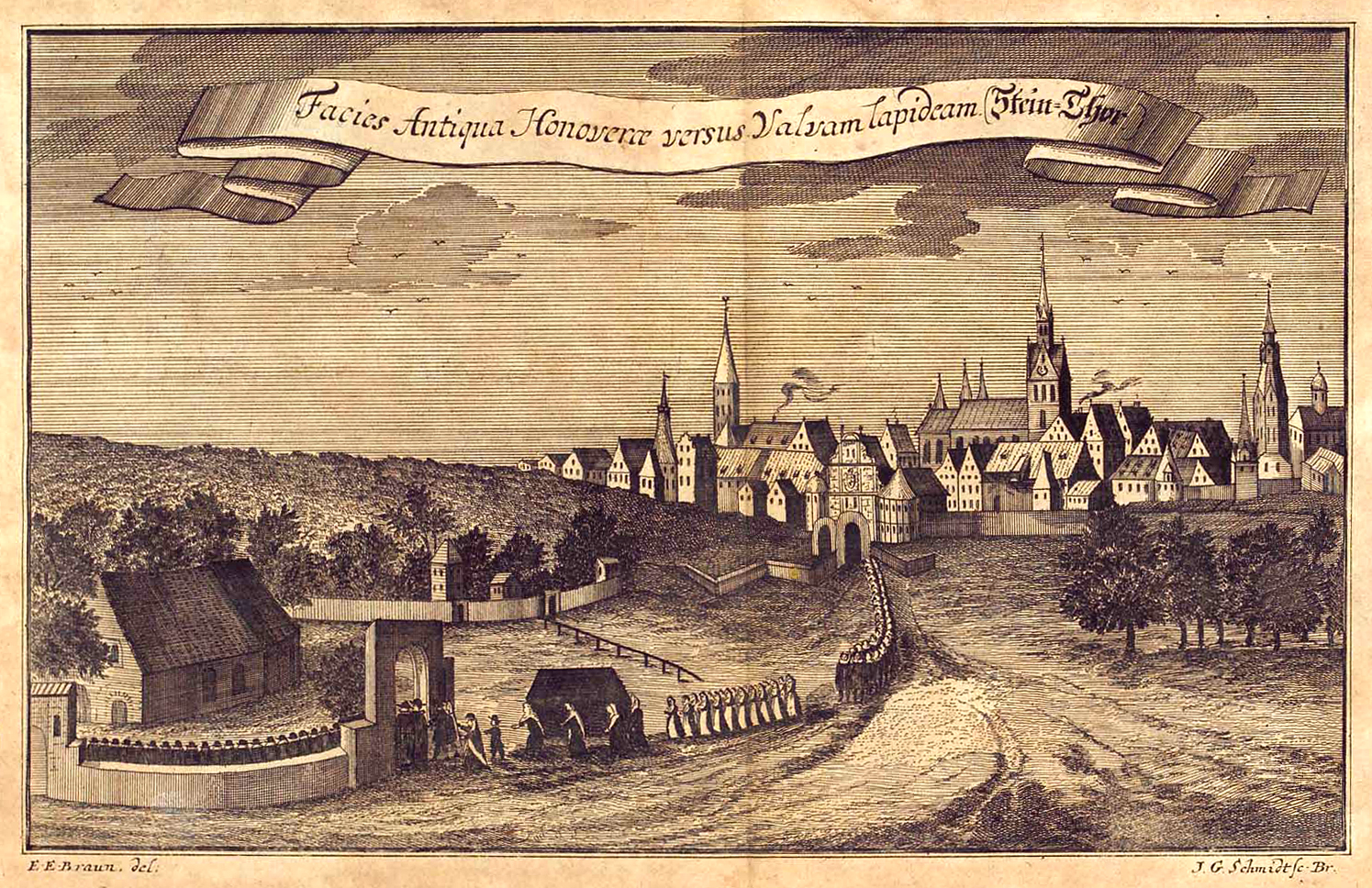
Leichnamsprozession aus Hannover heraus; Kupferstich um 1740
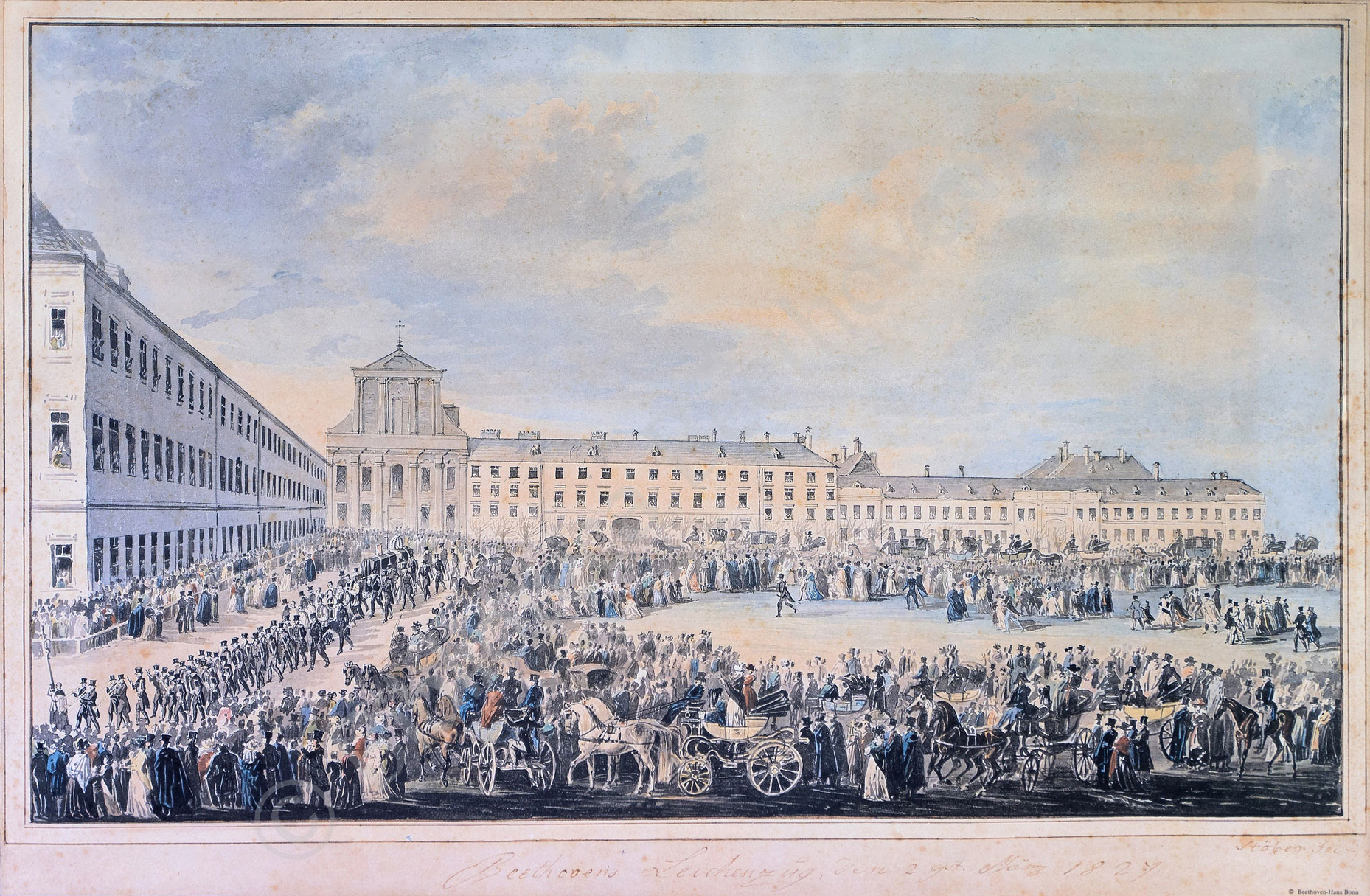
Beethovens letztes Geleit
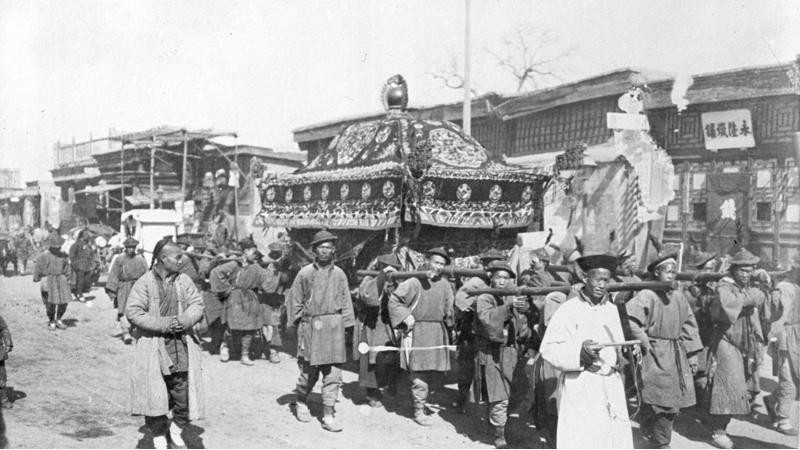
Leichenzug in Peking